# 8531-es mellékút (Magyarország)
A 8531-es számú mellékút egy bő 8 kilométer hosszú, négy számjegyű országos közút Győr-Moson-Sopron vármegye területén; Fertőd központjától vezet az osztrák határig.

## Nyomvonala
Fertőd központjában ágazik ki a 8518-as útból, annak a 4+850-es kilométerszelvénye táján lévő körforgalomból, északkelet felé. Kilométer-számozása itt már a 646-os méterszelvénynél tart, így valószínű, hogy korábban a 8518-as végighaladt a Joseph Haydn úton, a 8531-es pedig onnét ágazott ki, közvetlenül a kastély előtt. Pomogyi út a települési neve, de szinte már az első métereit elhagyva külterületek között húzódik. 4,5 kilométer után éri el Sarród határát, majd elhalad ez utóbbi község Nyárliget nevű településrészének keleti széle mellett, s innentől a határvonalat kíséri.
7,8 kilométer után beletorkollik kelet felől, Tőzeggyármajor irányából a Kapuvár központjától idáig húzódó 8529-es út, majd – még a 8. kilométere előtt – osztott pályássá válik és így halad el az egykori határátkelőhely létesítményei között. Utolsó méterein keresztezi a Hanság-főcsatorna folyását, és annak túlsó partján ér véget. Folytatása – már az ausztriai Pomogy (Pamhagen) területén – a 851-es útszámozást viseli, amely út Nezsider (Neusiedl am See) és az államhatár húzódik.
Teljes hossza, az országos közutak térképes nyilvántartását szolgáló kira.gov.hu adatbázisa szerint 8,228 kilométer.

## Története
1934-ben a kereskedelem- és közlekedésügyi miniszter 70 846/1934. számú rendelete harmadrendű főúttá nyilvánította, 854-es útszámozással.

## Települések az út mentén
- Fertőd
- (Sarród)